# Pericopă
O pericopă (greacă περικοπη, perikopé) este, în retorică, un grup de versuri cu un sens unitar coerent. Termenul se utilizează de obicei în exegeza celor cinci cărți ale lui Moise - Tora sau Pentateuhul în cazul iudaismului și a cea a Noului Testament în cazul creștinismului. 
Termenul de pericopă se utilizează și pentru a denumi pasajul din Biblie care cuprinde o povestire sau o parabolă și care se citește în cadrul unei slujbe religioase, conform calendarului liturgic. 
În religia iudaică din zilele noastre , textul Torei  este împărțit în mod sistematic în pericope sau „parashot” (la singular „parashá”) care se citesc în sinagogă în mod succesiv săptămână după săptămână. Diviziunea textului s-a standardizat după lista alcătuită de Moshe Ben Maimon sau Maimonide în cartea sa, Mishne Tora, legile filacteriilor (tefilin), ușiorilor (mezuzot) li ale sulurilor Torei, capitolul 8. Maimonide și-a bazat la rândul său împărțirea pe Codul din Aleppo. Există o diviziune în pericope și a cărților Profeților și a Hagiografiilor dar aceasta nu a fost standardizată în mod desăvârșit.

## Legături externe
- en Pericopă în Concordia Cyclopedia
- ro Comentarii la pericopele Torei